# Jacques Houdek
Jacques Houdek, född 14 april 1981 i Velika Gorica, är en kroatisk sångare. Han representerade Kroatien i Eurovision Song Contest 2017 med låten "My Friend".

## Diskografi
- Čarolija, 2004
- Kad si sretan, 2005
- Živim za to, 2006
- Live in Gavella, 2007
- Za posebne trenutke, 2007
- Live in SAX!, 2008
- Idemo u zoološki vrt, 2008
- Crno i bijelo, 2008
- Najveći božićni hitovi, 2009